# نيوز آور (برنامج تلفزيوني 2006)
نيوز آور هو اسم نشرات الأخبار اليومية التي تبثها قناة الجزيرة الإنجليزية لمدة ساعة منذ 15 نوفمبر 2006. مع تسع إصدارات يوميًا (في الساعة 700، 1000، 1300، 1500، 1600، 1800، 1900، 2100 و2200 بتوقيت جرينتش)، يعد نيوز آور بمثابة ملخص شامل لأحدث الأخبار العالمية والرياضة. منذ يوليو 2023، تم بث جميع إصدارات برنامج نيوزآور حصريًا من مقر الجزيرة في الدوحة. وكان برنامج نيوزآور يبث أيضًا على الهواء مباشرة على قناة الجزيرة أميركا أثناء وجوده في الصباح، وفي ساعات الظهيرة، في الساعة 1800 بالتوقيت الشرقي، وكان يتم قطعه إذا ظهرت قصة إخبارية عالمية رئيسية. في عام 2006، أصبح برنامج نيوزآور أول برنامج إخباري باللغة الإنجليزية يبث من الشرق الأوسط.

## مقدمون بارزون
أخبار
- دارين أبوغيدا
- فولي باه تيبو[الإنجليزية]
- نيف باركر
- نيك كلارك
- أدريان فينيجان[الإنجليزية]
- كاري جونستون
- دارين جوردان
- لورا كايل
- روب ماثيسون
- توم ماكراي
- إليزابيث بورانام
- سهيل الرحمن
- مالين سعيد
- ناستاسيا تاي
- سيريل فانييه
- سامي زيدان

## رياضة
- فرح إسماعيل
- جوانا جاسيوروفسكا
- سناء حموش
- جيما ناش
- آندي ريتشاردسون[الإنجليزية]
- بيتر ستيميت

## طقس
- إيفرتون فوكس[الإنجليزية]
- جيف هارينجتون
- كارا ليج
- روب ماكلوي